# Robert Christopher Riley
Robert Christopher Riley (Brooklyn, New York, 11 ottobre 1980) è un attore statunitense, conosciuto per aver interpretato il personaggio di Michael Culhane nella serie televisiva statunitense Dynasty.

## Biografia
Robert  è nato e cresciuto a Brooklyn, New York. Sua madre è di Trinidad e il padre è delle Barbados. Robert ha frequentato la Brooklyn Technical High School dove partecipò al club di recitazione della scuola. Andò al college e ha conseguito la laurea in teatro alla Lehigh University di Betlemme, in Pennsylvania nel 2003. Nel 2006 ha conseguito il Master in teatro presso l'università dell'Ohio.

## Filmografia

### Cinema
- The Trade Off, regia di Wes Clark (2006)
- Getting Even, regia di Beverly Orozco (2014)
- The Perfect Match, regia di Bille Woodruff (2016)
- Love on the Run, regia di Ash Christian (2016)
- Destined, regia di Qasim Basir (2016)
- Walk Away from Love, regia di Christopher Nolen (2017)
- Professor Mack, regia di Christopher Nolen (2018)
- Naked Singularity, regia di Chase Palmer (2021)

### Televisione
- Law & Order: Criminal Intent – serie TV, 1 episodio (2009)
- Royal Pains – serie TV, 1 episodio (2009)
- Medium – serie TV, 1 episodio (2009)
- Nurse Jackie - Terapia d'urto (Nurse Jackie) – serie TV, 2 episodi (2009-2012)
- Victorious – serie TV, 1 episodio (2010)
- Eden – serie TV, 1 episodio (2011)
- White Collar – serie TV, 1 episodio (2011)
- Single Ladies – serie TV, 1 episodio (2012)
- Damages – serie TV, 1 episodio (2012)
- For Better or Worse – serie TV, 1 episodio (2012)
- Hit the Floor – serie TV, 33 episodi (2013-2016)
- Ironside – serie TV, 1 episodio (2013)
- Seasons of Love – film TV, regia di Princess Filmz (2014)
- Bad Dad Rehab – film TV, regia di Carl Seaton (2016)
- Bring Out the Lady – film TV, regia di Nahala Johnson (2016)
- Underground – serie TV, 5 episodi (2017)
- Elementary – serie TV, 3 episodi (2017)
- Dynasty – serie TV (2017-2022)
- Greenleaf – serie TV, 1 episodio (2018)
- True Lies – serie TV, episodio 1x11 (2023)

## Doppiatori italiani
Nelle versioni in italiano delle opere in cui ha recitato, Kyle Mooney è stato doppiato da:
- Marco Panzanaro in Law & Order: Criminal Intent
- Stefano Mondini in White Collar
- Francesco De Francesco in Naked Singularity